# Antonina Pustovit
Antonina Pustovit, född den 16 oktober 1950, är en sovjetisk roddare.
Hon tog OS-silver i scullerfyra i samband med de olympiska roddtävlingarna 1980 i Moskva.